# عبقة رقيقة
عبقة رقيقة (الاسم العلمي:Osmanthus attenuatus) هي نوع من النباتات تتبع جنس العبقة من الفصيلة الزيتونية.